# Alan Walker

Alan Walker Logo

Alan Walker (Alan Olav Walker;  n. 24 august 1997, Northampton, Anglia, Regatul Unit) este un producător norvegian de muzică electro-house. A devenit cunoscut în 2015 cu melodia "Faded".

## Discografia

### Single-uri
| An   | Titlu                                                                               |
| ---- | ----------------------------------------------------------------------------------- |
| 2014 | "Fade"                                                                              |
| 2015 | "Spectre"                                                                           |
| 2015 | "Force"                                                                             |
| 2015 | "Faded"                                                                             |
| 2016 | "Sing Me To Sleep"                                                                  |
| 2016 | "Routine"                                                                           |
| 2016 | "Alone"                                                                             |
| 2017 | "Ignite" (feat. K-391)                                                              |
| 2017 | "Tired" (feat. Gavin James)                                                         |
| 2017 | "The Spectre"                                                                       |
| 2017 | "All Falls Down"                                                                    |
| 2018 | "Darkside"                                                                          |
| 2018 | "Diamond Heart"                                                                     |
| 2018 | "Different World"                                                                   |
| 2018 | "Lost Control" (ft. Sorana)                                                         |
| 2019 | "On my way" (ft. Sabrina Carpenter & Farruko) "PLAY" (ft. K-391,Tungevaag & Mangoo) |

2020 "End of time" (ft. K-391 & Ahrix)
2023 "Alone - Part II"